# دانشگاه دفاع سوئد
دانشگاه دفاع سوئد (انگلیسی: Swedish Defence University; سوئدی: Försvarshögskolan, FHS) در استرمالم در مرکز شهر استکهلم، در کنار محوطه مؤسسه سلطنتی فناوری کی‌تی‌اچ واقع شده‌است.